# Milesburg (Pensilvania)
Milesburg es un borough ubicado en el condado de Centre en el estado estadounidense de Pensilvania. En el año 2000 tenía una población de 1,187 habitantes y una densidad poblacional de 1,018.5 personas por km².

## Geografía
Milesburg se encuentra ubicado en las coordenadas 40°56′33″N 77°47′21″O / 40.94250, -77.78917.

## Demografía
Según la Oficina del Censo en 2000 los ingresos medios por hogar en la localidad eran de $35,508 y los ingresos medios por familia eran $37,885. Los hombres tenían unos ingresos medios de $30,272 frente a los $22,697 para las mujeres. La renta per cápita para la localidad era de $16,255. Alrededor del 11.1% de la población estaba por debajo del umbral de pobreza.